# Gene Krupa
Gene Krupa (Chicago, Illinois, 1909. január 15. – Yonkers, New York,  1973. október 16.)  amerikai dzsesszzenész, zenekarvezető, dobos, zeneszerző. Louis Prima legendás szerzeményének a Sing, Sing, Sing című 1936-os felvételén – Benny Goodman zenekarával – Gene Krupa játszik a dobokon. Krupát a szakértők a modern dobjáték atyjának tekintik. Krupa volt az első dobos, aki bekerült a Grammy Hall of Fame-be (1978). 
Kiemelkedően energikus játékáról és látványos előadásmódjáról is ismert volt.

## Pályakép
Gyermekkorában kezdett dobolni, bár édesanyja papnak szerette volna adni. Családja azonban igyekezett zenei pályafutását elősegíteni. Számos zenei tanulmányon részt vett, legjelentősebb tanára Roy C. Knapp volt. Chicagóban nőtt fel, ahol elkerülhetetlen volt a dzsessz. Olyan zenészeket hallott játszani, mint Baby Dodds, Zutty Singleton, Tubby Hall.
1927-ben készítette el első lemezfelvételeit. Először ő használt basszusdobot és tamtamot.
Krupának nagy szerepe volt Benny Goodman nagyzenekarának 1939 előtti áttörésében. A Goodman trióban és kvartettben hozta a legjobb formáját. Ezeken a felvételeken csak seprűvel játszott, finoman, ügyesen és mindig mutatós lelkesedéssel.
Dzsessztörténeti jelentőségű egy, a Benny Goodman big banddel készített darab, melyet egy időben betiltottak táncos mulatóhelyeken, mivel Krupa lendülete és a dobolás időtartama miatt sokan extázisba estek.
Krupát látványos előadói viselkedéséért imádták. Felvételei jókedvűek és látványosak, és nem avulnak el, mivel Krupa egy showman volt – bár önbizalomhiánnyal küzdött titokban.

## Lemezválogatás
- 2003: His Orchestra and the Jazz Trio
- 1996: Krupa Live
- 1994: Gene's Solo Flight
- 1985: Gene Krupa's Sidekicks
- 1985: Drum Battle: Jazz at the Philharmonic
- 1964: Great New Gene Krupa Quartet
- 1964: Featuring Charlie Ventura
- 1962: Burnin' Beat
- 1961: Percussion King
- 1959: Gene Krupa Story [Original Soundtrack]
- 1959: Big Noise from Winnetka
- 1958: Gene Krupa Plays Gerry Mulligan Arrangements
- 1957: Krupa Rocks
- 1957: Hey...Here's Gene Krupa
- 1956: Drummer Man
- 1955: Krupa & Rich
- 1955: Jazz Rhythms of Gene Krupa
- 1955: Gene Krupa Quartet
- 1954: Sing Sing Sing
- 1954: Gene Krupa, Vol. 1 y 2
- 1954: Driving
- 1953: Exciting Gene Krupa
- 1952: Original Drum Battle
- 1952: Drum Battle
- 1946: Trio at Jatp
- 1945: Town Hall Concert
- 1945: Timme Rosenkrantz' Concert, Vol. 3

## Díjak
- 1978: Modern Drummer Hall of Fame
- 1982: Grammy Hall of Fame (Louis Prima's Sing, Sing, Sing (With a Swing)

## Filmekben
- 1941: Ball of Fire (film)
- 1959: The Gene Krupa story
- http://www.drummerman.net/filmography.html
- Gene Krupa az IMDb-n